# Hüseyin Kıvrıkoğlu
Hüseyin Kıvrıkoğlu (né en 1934 à Bozüyük dans la province de Bilecik) est un militaire turc.

## Biographie
Hüseyin Kıvrıkoğlu est le chef d'État-Major des forces armées turques du 30 août 1998 au 28 août 2002.